# أيدرة
أَيْدَرَة مدينة على البحر الأسود شمالَ شرقيِّ تركية، على 14 كيلومترا من مدينة ريزة، وهي مركز قضاء أيدرة في أقصى غربي ولاية ريزة عند حدودها المتصلة بولاية طربزون. وأهلها يغرسون الشاي ويعالجونه، ويأتون شيئا من صيد السمك ويزاولونه.